# Parque nacional Lovćen
El Parque nacional Lovćen se encuentra en el sudoeste de Montenegro, y cubre una superficie de 64 kilómetros cuadrados. 
Toma su nombre del monte Lovćen, montaña con dos picos, Stirnovik de 1749 metros, y Jezerski, de 1657 metros. Las laderas de la montaña descienden hasta el Lago Skadar. 
El camino desde Kotor, en Boka Kotorska, hasta la cumbre del monte Lovćen presenta un total de 32 curvas muy cerradas. Al final se llega a la magnífica cumbre, con el Mausoleo de Petar Petrović Njegoš, un lugar que los montenegrimos consideran su Monte Olimpo.

## Geografía
El parque comienza en el oeste a lo largo del mar Adriático y se extiende hacia el este al Monte Lovćen. Los dos picos más altos que son Lovćen Stirovnik de ( 1749 m ) y Jezerski vrh ( 1657 m ). Esta montaña es también parte de la montaña de los Alpes Dináricos. El clima es marítimo y  mediterráneo a lo largo de la costa, mientras que en el interior se convierte en un clima alpino

## Fauna y flora
Aunque la vegetación en las cimas de las montañas es muy pequeño, es rica en flora con 1300 especies de plantas. Entre estas plantas, hay varias plantas endémicas tales como Berteroa gintlii, Lamium lovcenicum, Acinos majoranifolius, Centaurea nicolai, Amphoricarpos neumayeri y Crocus dalmaticus. Entre los árboles presentes, están Carpinus, Fagus sylvatica, Fagus montenegrinum y Pinus hldreichii.
Hay alrededor de 200 especies de aves en el parque. Estos se adaptan a las zonas montañosas y boscosas. También se pueden ver algunas otras especies de hábitats adyacentes por ejemplo el Lago Skadar. Entre las aves destacan la collalba rubia, el jilguero, el ruiseñor, el roquero solitario, el águila ratonera. También hay muchos insectos, como la hormiga roja, el escarabajo ciervo, y la mariposa macaón.

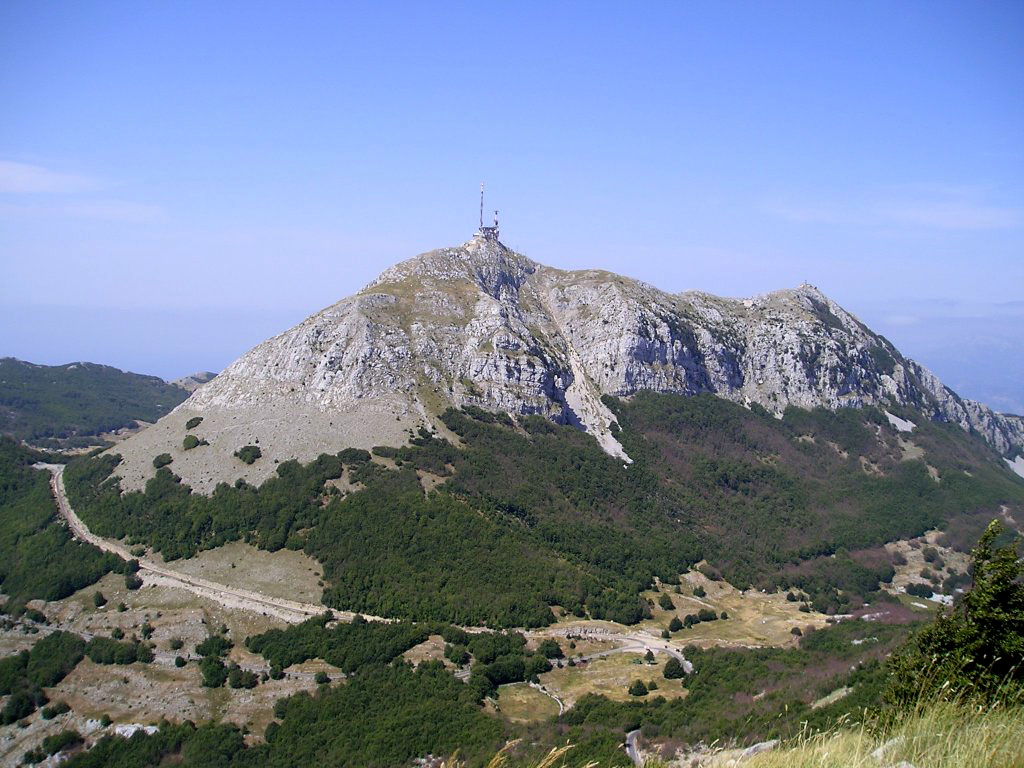
El pico más alto de Lovćen, Štirovnik
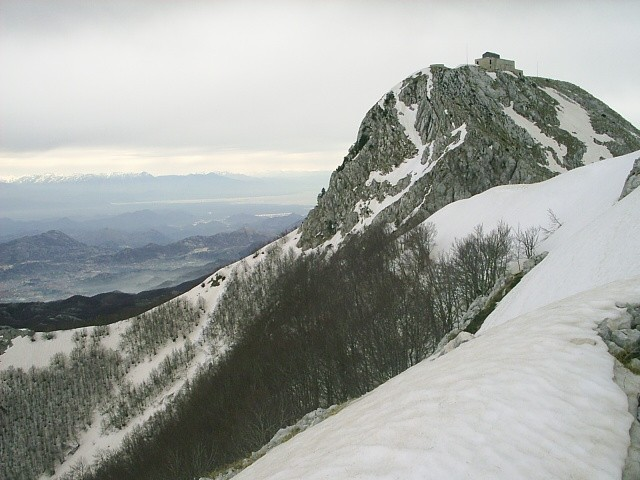
Cima de la montaña Jezerski vrh
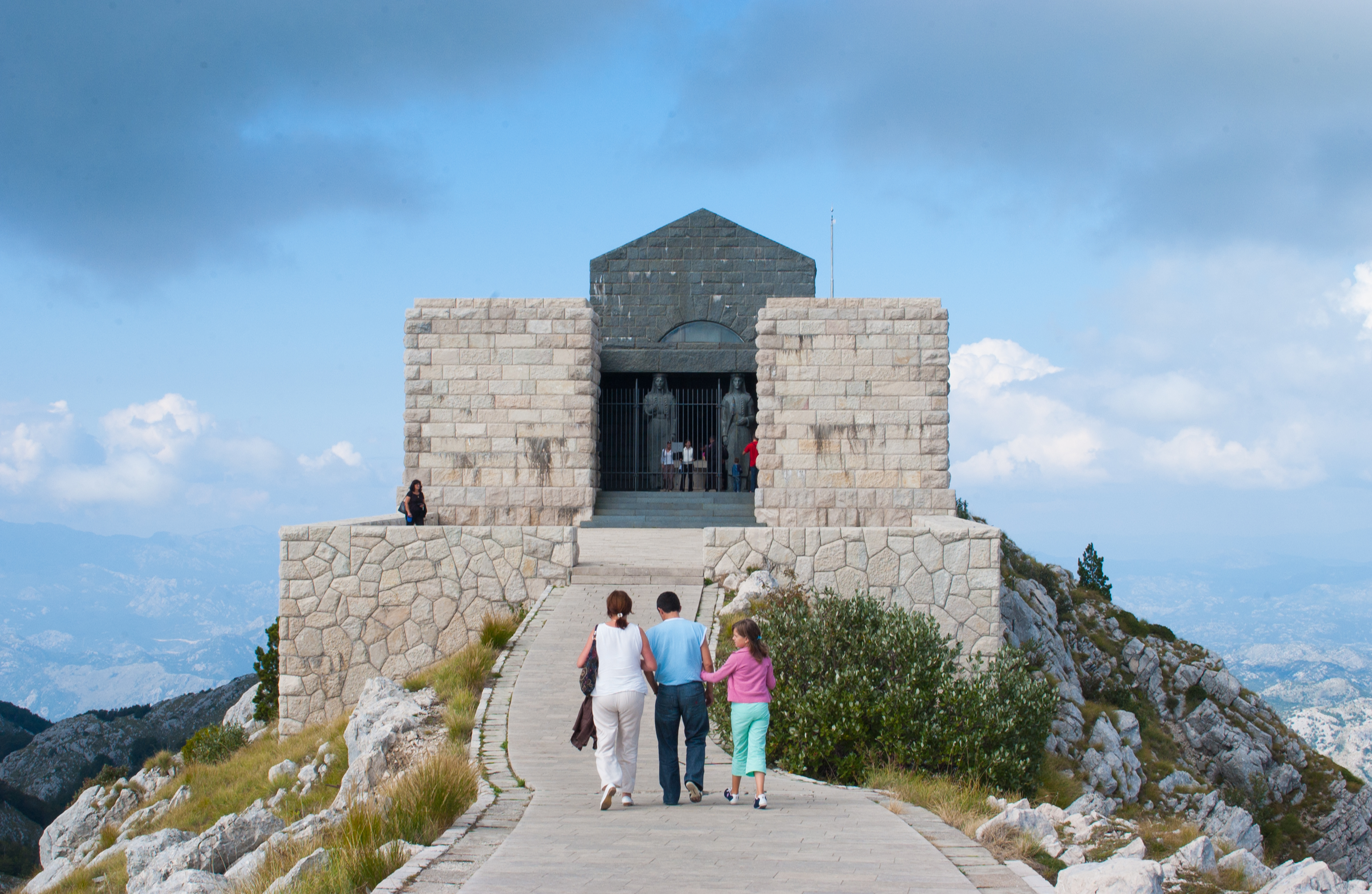
Mausoleo de Pedro II de Montenegro en Jezerski vrh
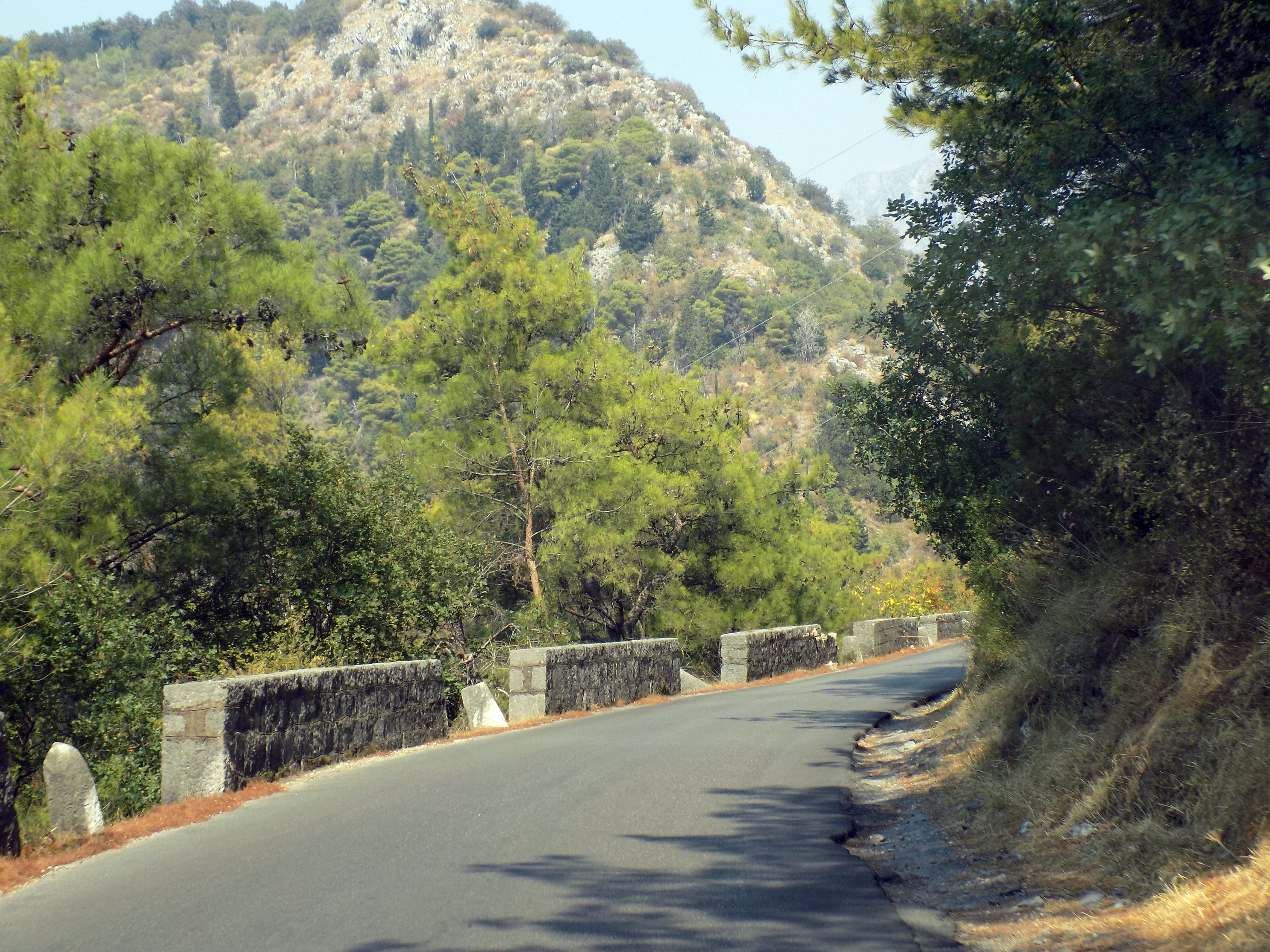
La carretera Cetiña - Njeguši - Kotor, la carretera más antigua de Montenegro
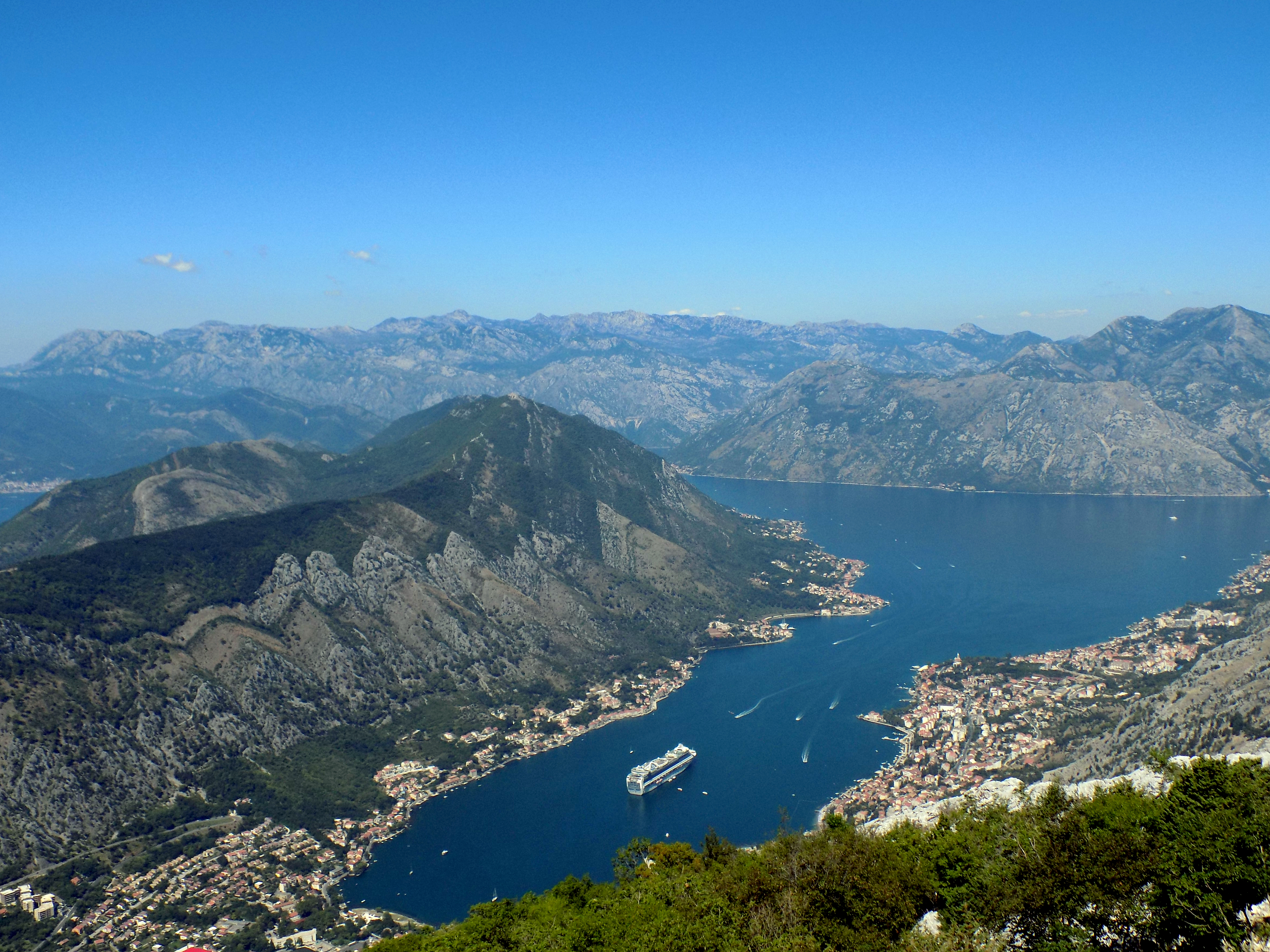
Vista desde Lovćen a Bahía de Kotor